# Theba (Alabama)
Theba es una comunidad no incorporada en el condado de Crenshaw, Alabama, Estados Unidos. Theba se encuentra sobre la ruta 29 a 3,3 millas (5,3 km) al suroeste de Brantley.